# Råggärds landskommun
Råggärds landskommun var en tidigare kommun i Älvsborgs län.

## Administrativ historik
Kommunen inrättades i Råggärds socken i Valbo härad i Dalsland när 1862 års kommunalförordningar trädde i kraft den 1 januari 1863.
Vid kommunreformen 1952 uppgick den i Högsäters landskommun som 1974 uppgick i Färgelanda kommun.